# Quan chế Mạc phủ Nhật Bản
Quan chế Mạc phủ Nhật Bản được tính từ khi Shogun Minamoto no Yoritomo (源頼朝 Nguyên Lại Triều) thiết lập quan chế Mạc phủ cho đến khi Minh Trị xóa bỏ chế độ Mạc phủ.

## Lịch sử
Để thiết lập quan chế tương đương vời triều đình Thiên hoàng, đồng thời để quản lý các chư hầu của mình, Shogun Minamoto no Yoritomo đã thiết lập quan chế đầu tiên cho Mạc phủ kéo dài cho đến thời kỳ Muromachi.

## Mạc phủ Kamakura
Quan chế của Mạc phủ gồm trung ương và địa phương.

### Trung ương
Quan chế Trung ương gồm:
- Thị sở (侍所 Samuraidokoro) đứng đầu Mạc phủ. Còn gọi Ngự gia nhân (御家人 Gokenin), danh hiệu được ban cho những võ sĩ trung thành, từng theo dòng họ Minamoto trong suốt thời kỳ chiến tranh. Đứng đầu là Sở ty (所司 Shoshi).
- Vấn chú sở (問註所 Monchūsho) đứng đầu là Chấp sự (執事 Shitsuji).
- Công văn sở (公文所 Kōbunsho) sau đổi tên thành Chính sở (政所 Mandokoro) đứng đầu là Chấp sự.
- Dẫn phó đầu nhân (引付頭人 Hikitsuke-atamanin)
- Bình định sở (評定所 Hyōjōsho) thiếp lập Bình định chúng gồm 11-12 người thảo luận các vấn đề chính sách, hỗ trợ các hoạt động cho Tướng quân (shogun).

Thay đổi thời Mạc phủ Tokugawa
- Đại mục phó (大目付 ōmetsuke)
- Nhược niên kì (若年寄 Wakatoshiyori)
- Đại lão (大老 Tairō)
- Lão trung (老中 Rōjū)

### Địa phương
- Thủ hộ (守護 Shugo) thiết lập đầu thời Minamoto no Yoritomo. Minamoto no Yoritomo và Ashikaga Takauji ban cho các gia thần có công.
- Địa đầu (地頭 Jigashira) thiết lập đầu thời Minamoto no Yoritomo. Quan chức phụ trách quản lý các trang viên Mạc phủ ở địa phương. Về sau các Samurai quản lý trang viên, chức vụ được hợp nhất. Chức vụ không nắm binh quyền.
- Thủ hộ đại (守護代 Shugo-dai) chức vụ thay mặt Thủ hộ. Trong thời kỳ Thủ hộ vắng mặt, chức vụ quản lý hoạt động thay Thủ hộ. Trong thời kỳ Chiến quốc chức vụ có nhiều quyền lực.
- Quản lãnh (管領 Kanryō) quan chức quản lý gần kinh đô. Ngang với Thủ hộ và Thám đề.
- Quan Đông quản lãnh (關東管領 Kanto-kanryō) quan chức quản lý vùng Kanto. Ngang với Thủ hộ và Thám đề.
- Công phương (公方 Kubō) thiết lập tại Kamakura, Horikoshi, Furukawa. Được Mạc phủ Ashikaga thiết lập như quan chức quản lý địa phương vùng Kanto.
- Thám đề (探題 Tandai) chức quan quản lý địa phương tại Kyushu, Tōgoku, Ōshū, Ushū.
- Lục Ba La Thám đề (六波羅探題 Rokuhara tandai) thiết lập quản lý tại Rokuhara, được lập từ thời Kamakura với mục đích giám sát Kyoto và Thiên hoàng.
- Kinh đô sở tư đại (京都所司代 Kyōto shoshi-dai) giống như Lục Ba La Thám đề, chức vụ được thành lập đầu thời kỳ Mạc phủ Edo, với mục đích giám sát Kyoto và Thiên hoàng.

## Mạc phủ Ashikaga

Cơ cấu Mạc phủ Ashikaga

Mạc phủ Ashikaga là chính quyền quân sự kéo dài từ năm 1336 đến năm 1573 trong lịch sử Nhật Bản, với tổ chức cơ cấu phức tạp và đa tầng. Dưới đây là phần các cơ quan và chức vụ chính của Mạc phủ Ashikaga.

### Cơ cấu tổ chức
- Quản lãnh (管領 Kanrei) Là người đứng đầu cơ quan hành chính của Mạc phủ, trợ giúp cho Tướng quân và đảm nhận công việc quản lý chính trị thực sự. Kanrei được bổ nhiệm luân phiên từ ba gia tộc quyền lực (Hosokawa, Shiba và Hatakeyama).
- Bình định chúng (評定衆 Hyōjōshū) là hội đồng các quan lại cao cấp của Mạc phủ, có nhiệm vụ thảo luận và quyết định các chính sách quan trọng cũng như xét xử tranh chấp. Hội đồng này có ảnh hưởng lớn đến việc ra quyết sách của Mạc phủ. Đứng đầu là Nhất lãm (一覧 Ichiran)
- Chính sở (政所 Mandokoro) là cơ quan chịu trách nhiệm về tài chính và nội chính của Mạc phủ, tham gia vào việc thu thuế và quản lý kinh tế Mạc phủ. Đồng thời cũng giải quyết tranh chấp đất đai và quản lý các chùa chiền. Đứng đầu là Chấp sự (執事 Shitsuji), Chính sở gồm chấp sự, quyền chấp sự, quyền chính sở, kí nhân (寄人) và công nhân (公人)
- Vấn chú sở (問注所 Moncho-jo) là cơ quan tư pháp của Mạc phủ, phụ trách xét xử các vụ kiện và tranh chấp về quyền sở hữu đất đai. Đứng đầu là Chấp sự.
- Thị sở (侍所 Samurai-dokoro) là cơ quan chịu trách nhiệm duy trì an ninh và chỉ huy quân sự, quản lý và kiểm soát các võ sĩ. Nó được thành lập để duy trì trật tự ở Kyoto và những nơi khác. Đứng đầu là Đầu nhân (頭人)
- Tiểu thị sở (小侍所 Ko Samurai-dokoro) là bộ phận thuộc Thị sở, đảm nhận các công việc của võ sĩ cấp thấp, đóng góp vào việc duy trì an ninh Mạc phủ. Đứng đầu là Biệt đương (別当)
- Phụng công chúng (奉公衆 Hōkōshū) là nhóm võ sĩ trực thuộc Tướng quân, thực hiện nhiệm vụ bảo vệ và phục vụ Tướng quân. Họ cũng tham gia vào các hoạt động quân sự khi cần thiết.
- Địa phương (地方 Chihō) là cơ quan hành chính địa phương của Mạc phủ, chịu trách nhiệm quản lý kinh tế và hành chính tại các địa phương. Những người có quyền lực tại địa phương được bổ nhiệm để quản lý thuế và duy trì an ninh. Đứng đầu là Đầu nhân, dưới gồm khai hạp, kí nhân, tập sắc, công nhân.
- Thiền luật phương (禅律方 Zenritsuhō) là cơ quan quản lý các ngôi chùa thuộc phái Thiền và Luật tông, xử lý các công việc liên quan đến tôn giáo và quản lý chùa chiền. Được thành lập năm 1336 bởi Shogun Ashikaga Takauji với nhiệm vụ giám sát các thiền phái và luật tông.
- Thần cung phương (神宮方 Jingūhō) chịu trách nhiệm quản lý các đền thờ, bao gồm đền Thần cung Ise, và thực hiện các nghi lễ theo chính sách của Mạc phủ. Đứng đầu là Đầu nhân.
- Liêm thương phủ (鎌倉府 Kamakurafu) là cơ quan hành chính địa phương được thành lập để kiểm soát vùng Kantō, quản lý các lãnh chúa và võ sĩ địa phương. Đứng đầu là Công phương (公方).
- Thủ hộ chức (守護職 Shugoshoku)  là chức quan được bổ nhiệm để quản lý các tỉnh, đảm nhiệm việc duy trì an ninh, thu thuế và chỉ huy quân sự. Đây là lực lượng trung tâm trong việc kiểm soát địa phương của Mạc phủ Muromachi. Ban đầu chức vụ này là Lệnh ngoại quan (令外官) sau đó kết hợp với Truy bộ sứ (追捕使), Thiên hoàng Go-Shirakawa trao cho Minamoto no Yoritomo quyền bổ nhiệm và cách chức Thủ hộ và các Địa đầu (地頭). Thủ hộ được bổ nhiệm bởi Tướng quân, và vào thời điểm thành lập, nhiệm vụ chính của họ là quản lý địa đầu các tỉnh (quốc 国).
- Địa đầu (地頭 Jitō) là quan chức địa phương có từ thời kỳ Kamakura, chịu trách nhiệm quản lý các trang viên và lãnh địa, thu thuế và duy trì an ninh.
- Thám đề Oshu (奥州探題 Ōshūtandai) là chức vụ quản lý vùng Tōhoku (Ōshū), nhằm duy trì an ninh và ổn định chính trị tại địa phương, thường dùng để chỉ Mutsu (gồm các tỉnh Aomori, Iwate, Miyagi và Fukushima).
- Thám đề Ushu (羽州探題 Ushūtandai) là chức vụ quản lý vùng Dewa (hiện nay là Yamagata và Akita), tương tự như "Ōshū tandai", có nhiệm vụ duy trì ổn định tại khu vực này.
- Thám đề Chugoku (中国探題 Chūgokutandai) là chức vụ chịu trách nhiệm quản lý vùng Chūgoku, giám sát các vấn đề chính trị và quân sự tại địa phương.
- Thám đề Kyushū (九州探題 Kyūshūtandai) là chức vụ quản lý vùng Kyūshū, kiểm soát các lãnh chúa và võ sĩ địa phương, thực thi chính sách của Mạc phủ.

## Mạc phủ Tokugawa

### Đại danh chức
Ngự trắc ngự dụng thủ thứ (御側御用取次gogawa goyō toritsugi) ban đầu là một chức vụ của Kì bản (旗本 hatamoto) cao cấp (thuộc hạ trực tiếp của Mạc phủ), nhưng trong nhiều trường hợp, nó đã được ban cho các Đại danh (大名 daimyo) tiếp nhận trong thời gian nhất định khi lệnh được ban hành.
- Đại lão - Đại lão các (大老・大老格 tairō - tairōkaku) thời kỳ đầu thành lập Mạc phủ cũng đặt Đại chính tham dự (大政参与 Taisei sango), nhưng sau này thống nhất với Đại lão.
- Lão trung - Lão trung các (老中・老中格 rōjū - rōjūkaku)
- Trắc dụng nhân - Ngự trắc ngự dụng thủ thứ (側用人・御側御用取次 sobayōnin - gogawa goyō toritsugi)

Đây là những người đứng đầu chính phủ Mạc phủ. Trong số đó, Đại lão tới Ngự trắc ngự dụng thủ thứ tùy theo thời kỳ và cá nhân còn được gọi là Mạc các (幕閣 Bakukaku).
- Kinh đô sở ti đại (京都所司代 kyōto shoshidai) là tổ chức hành chính được thành lập ở Kyoto.
- Đại phản thành đại (大坂城代 ōsaka jōdai)
- Tự xã phụng hành (寺社奉行 jisha bugyō)
- Nhược niên kí (若年寄 wakadoshiyori)
- Tấu giả phiên (奏者番 sōshaban)